# Etelis carbunculus
Etelis carbunculus is een straalvinnige vis uit de familie van snappers (Lutjanidae) en behoort derhalve tot de orde van baarsachtigen (Perciformes). De vis kan een lengte bereiken van 127 centimeter.

## Leefomgeving
Etelis carbunculus is een zoutwatervis. De vis prefereert een tropisch klimaat en heeft zich verspreid over de Grote en Indische Oceaan. De diepteverspreiding is 90 tot 400 meter onder het wateroppervlak.

## Relatie tot de mens
Etelis carbunculus is voor de visserij van groot commercieel belang. In de hengelsport wordt er weinig op de vis gejaagd.